# Dupo (socken)
Dupo (kinesiska: 独坡, 独坡乡) är en socken i Kina. Den ligger i provinsen Hunan, i den södra delen av landet, omkring 410 kilometer sydväst om provinshuvudstaden Changsha. Antalet invånare är 13067. Befolkningen består av 6 284 kvinnor och 6 783 män. Barn under 15 år utgör 24,0 %, vuxna 15-64 år 65 %, och äldre över 65 år 10,0 %.
Genomsnittlig årsnederbörd är 1 787 millimeter. Den regnigaste månaden är juni, med i genomsnitt 296 mm nederbörd, och den torraste är december, med 63 mm nederbörd.